# Waorani
Waorani, även ofta kallat Sabela eller Huauranispråket, är ett isolatspråk som talas av ursprungsfolket Huaurani, i grunden ursprungsamerikaner som lever i Ecuador. 
Av endast 4 - 5 000 människor idag levande från folkgruppen talar ungefär 2 0 människor waorani, vilket gör det till ett klart utrotningshotat språk. Huauranifolket härstammar ifrån och håller till i Amazonområdet, närmre bestämt mellan floderna Napo och Caracay.
Waorani är inte känt att vara bildat eller kopplat till något annat språk, men har i studier visat viss likhet med yayuro, ett språk som talas Yayurofolket i Venezuela.